# Las Migas
Las Migas és una banda femenina formada el 2004 a Barcelona per integrants i músics de diversos països europeus amb el flamenc com a base.

## Trajectòria artística
Las Migas van iniciar la seva trajectòria el 2004, quan Marta Robles, Sílvia Pérez Cruz (fins a 2011) i Isabelle Laudenbach (fins a 2013), totes alumnes de l'Escola Superior de Música de Catalunya, van unir-se per formar un grup al que poc més tard s'uniria Lisa Bause (fins a 2013). Només començar, van guanyar el premi de l'Institut de la Joventut al millor grup de flamenc. Després van tocar en diferents esdeveniments, com els Tarantos, el Mercat de Música Viva de Vic, el Festival de Flamenc de Ciutat Vella, la Pedrera, i van girar per diversos festivals d'Itàlia, Holanda, Hongria, Bulgària, França i Tunísia.
Van participar en l'enregistrament del disc de la Marató de TV3 contra les malalties cardiovasculars, de 2007, i en la composició de la banda sonora original de l'obra de teatre Unes veus, dirigida per Marta Angelat.
El 2010 van publicar el seu primer treball discogràfic, titulat Reinas del matute, que va comptar amb la producció de Raül Fernández «Refree» i les col·laboracions de músics com Raúl Rodríguez o Javier Colina. Aquest disc va portar al grup a iniciar una gira per Espanya i Europa.
A la fi de juliol de 2011 es va anunciar que Sílvia Pérez Cruz deixava el grup per centrar-se en projectes propis. El seu últim concert amb la banda va ser al Teatre Grec de Barcelona. Després, Las Migas van presentar a la seva nova cantant Alba Carmona, que ja havia fet cors en l'àlbum Reinas del matute.
A principis de 2012 va sortir a la venda el segon disc del grup, Nosotras somos, gravat en els estudis Manitú i produït per Raúl Rodríguez, i van iniciar una gira que les va portar a recórrer Catalunya, el sud d'Espanya i Madrid.
El 21 de febrer de 2013, coincidint amb l'actuació de Las Migas al Festival D'Cajón de Barcelona, el grup va anunciar la sortida de Lisa Bause, membre de Las Migas des dels seus inicis, i dies més tard van anunciar que Roser Loscos seria la nova violinista. El desembre de 2013 la bretona Isabelle Laudenbach també va dir adéu a la seva col·laboració amb Las Migas i en el seu lloc va entrar la guitarrista cordovesa Alicia Grill.
A principis de 2014 van estrenar el seu últim espectacle, que va ser un recorregut pels nous temes que s'inclourien en el següent disc, així com alguns del disc anterior, però amb nous arranjaments.

## Discografia i treballs

### Àlbums
- Libres (2022), amb Carolina Fernández La Chispa com a cantant.
- Cuatro (2019), amb Begoña Salazar como a cantant.
- Vente conmigo (Concert Music, 2016), amb Alba Carmona com a cantant.
- Nosotras somos (Chesapik, 2012), amb Alba Carmona com a cantant.
- Reinas del matute (Nuevos Medios, 2010), amb Sílvia Pérez Cruz com a cantant.

### Videoclips
- «La Guitarrina», de l'àlbum Nosotras somos (2012)
- «Perdoname Luna», de l'àlbum Reinas del matute (2010)
- «Gitana Hechicera» (2014)